# Louis J. Ignarro
Louis José Ignarro (Brooklyn, New York City, 31. svibnja 1941.) je američki farmakolog koji je zajedno s Robert F. Furchgottom i Ferid Muradom, 1998.g. dobio Nobelovu nagradu za fiziologiju ili medicinu za otkrića vezana uz dušikov oksid (NO) kao signalnu molekulu u krvožilnom sustavu.
Ignarro je neovisno od Furchgotta, 1986.g. dokazao da nepoznata supstanca koja uzrokuje širenje neoštečenih krvnih žila, i koju je Furchgott nazvao ERDF (engl. endothelium-derived relaxing factor), je ustvari NO.
Furchgotta je istraživao učinke raznih lijekova na širenje krvnih žila i često dobivao zbunjujuće rezultate (isti lijek ponekad širi, a ponekad sužava promjer žile). Pretpostavio je da ishod pojedinog pokusa ovisi o tome jesu li endotelne stanice (koje oblažu krvnu žilu iznutra) oštećene ili neoštećene. U jednostavnom pokusu je dokazao da acetilkolin širi krvne žile samo ako je endotel neoštečen, iz čega je zaključio da endotelne stanice proizvode neku nepoznatu tvar koja opušta mišićne stanice stijenke krvne žile i uzrokuje širenje žile. Nepoznatu tvar nazvao je ERDF. 

## Vanjske poveznice
- Nobelova nagrada - autobiografija (engl.)